# Vtoraja Liga
La Vtoraja Liga (in lingua russa вторая лига, Seconda Lega) era la terza categoria del campionato sovietico di calcio per importanza.

## Struttura
Nell'ultima stagione (1991) le squadre partecipanti erano 66 divisi in tre gironi (Ovest, Centro, Est) da 22: le squadre si incontrarono tra di loro in partite di andata e ritorno, per un totale di 42 match, con la formula dei due punti per vittoria, uno per il pareggio e zero per le sconfitte. Le prime due erano promosse in Pervaja Liga le ultime quattro retrocesse in Vtoraja Nizšaja Liga.

## Storia
Nel corso degli anni il campionato ha cambiato formula e denominazione numerose volte.
Il primo campionato fu disputato nel 1936 come Gruppa V (in russo Группа В?}, cioè Gruppo V), con solo 8 partecipanti: le edizioni furono due, una primaverile ed una autunnale (come nelle prime due serie). Un'unica edizione fu giocata nel 1937 con la partecipazione di 10 squadre. Da quel momento e fino al 1963 il campionato fu disputato su solo due livelli e la categoria fu abolita.
Nel 1963 la Klass B (in russo класс Б, cioè Classe B), fino ad allora secondo livello, divenne la terza serie: il torneo era diviso su basi geografiche in zone a loro volta divise in gironi: Zona Russa, Zona Ucraina e Zona delle Repubbliche con vari gironi e turni di play-off per stabilire le promozioni. Questa formula, con l'introduzione di nuove zone, rimase sostanzialmente immutata fino al 1969.
Dal 1970 vi fu un cambio di denominazione: la Vtoraja Gruppa A (in russo вторая группа A, cioè Secondo Gruppo A), fin lì secondo livello del campionato, divenne la terza serie: i gironi furono ridotti, passando a soli tre da ventidue squadre e promozioni diretti. Dall'anno successivo assunse la denominazione finale di Vtoraja Liga (in russo вторая лига, cioè Seconda Lega) con un forte aumento dei gironi (divenuti sei) e la reintroduzione dei play-off promozione.
La formula rimase sostanzialmente immutata fino agli anni settanta. Negli anni ottanta i gironi salirono fino a nove, con vari turni di play-off. Nelle ultime due stagioni (1990 e 1991) i gironi scesero a tre con promozioni dirette per le prime due classificate.

## Albo d'oro
| Anno           | Vincitore | Altre Squadre Promosse | Note |
| -------------- | --- | --- | --- |
| Primavera 1936 | Dinamo Rostov-sul-Don                                                                                             | Stroiteli Baku | |
| Autunno 1936   | Dinamo Kazan | | |
| 1937           | Dinamo Odessa | Stachanovec Stalino Lokomotyv Kiev Lokomotiv Tbilisi Spartak Charkiv Selmaš Charkiv                                                                | [ 1 ] |
| 1938-1962      | Il livello non esisteva.                                                                                          | Il livello non esisteva. | Il livello non esisteva. |
| Anno           | Promosse | Vincitrici dei gironi | Note |
| 1963           | Rostsel'maš Terek Groznyj Tekstilščik Ivanovo Lokomotiv Tbilisi SKA Odessa                                        | Zvezda Serpuchov Tekstilščik Ivanovo Sokol Saratov Dinamo Kirov Temp Barnaul Lokomotyv Vinnycja SKA Odessa Dinamo Batumi Lokomotiv Tbilisi         | 5 gironi per la Russia, 2 per l'Ucraina e 2 per tutte le altre repubbliche. |
| 1964           | Lokomotyv Vinnycja Rostsel'maš Terek Groznyj Tekstilščik Ivanovo                                                  | Granitas Klaipėda Zvezda Serpuchov Temp Barnaul Znamja Truda Orechovo-Zuevo Dinamo Batumi Uralec-TS Nižnij Tagil Polissja Žytomyr SKA Kiev Tavrija | 6 gironi per la Russia e per tutte le altre repubbliche, 3 per l'Ucraina. |
| 1965           | Spartak Nal'čik Rubin Sokol Saratov Stroitel' Ufa Dinamo Kirovobad Neftyanik Fergana SKA Karpaty SKA Kiev Tavrija | Avtomobilist Leningrado Spartak Rjazan' Sokol Saratov Spartak Nal'čik Irtyš Omsk Luč Vladivostok SKA Kiev SKA Karpaty Tavrija                      | 6 gironi per la Russia e per tutte le altre repubbliche, 3 per l'Ucraina; play-off separati per squadre russe, squadre ucraine e squadre di tutte le altre repubbliche; numerosi ripescaggi. |
| 1966           | ... | ... | 6 gironi per la Russia e per tutte le altre repubbliche, 3 per l'Ucraina, uno per Kazakistan e l'Asia Centrale.                                                                              |
| 1967           | ... | ... | 7 gironi per la Russia e per tutte le altre repubbliche, 2 per l'Ucraina, uno per Kazakistan e l'Asia Centrale.                                                                              |
| 1968           | ... | ... | 9 gironi per la Russia e per tutte le altre repubbliche, 2 per l'Ucraina, uno per Kazakistan e uno per l'Asia Centrale.                                                                      |
| 1969           | [ 2 ] | ... | 9 gironi per la Russia e per tutte le altre repubbliche, 2 per l'Ucraina, uno per Kazakistan, uno per la Transcaucasia e uno per l'Asia Centrale.                                            |
| 1970           | Metalurh Zaporižžja Šinnik Kuzbass Kemerovo                                                                       | [ 3 ] | Tre gironi |
| 1971           | ... | ... | Sei gironi, con due gruppi di play-off |
| 1972           | ... | ... | Sette gironi, con due gruppi di play-off |
| 1973           | ... | ... | Sette gironi, con un gruppo di play-off |
| 1974           | ... | ... | Sei gironi, con due fasi di play-off |
| 1975           | ... | ... | Sei gironi, con due fasi di play-off |
| 1976           | ... | ... | Sei gironi, con un gruppo di play-off |
| 1977           | ... | ... | Sei gironi, con un gruppo di play-off |
| 1978           | ... | ... | Sei gironi, con un gruppo di play-off |
| 1979           | Iskra Smolensk Kolos Nikopol' Dinamo Stavropol' Guria Lanchkhuti Buston Džizak SKA-Chabarovsk                     | [ 4 ] | Sei gironi |
| 1980           | ... | ... | Nove gironi, con tre gruppi di play-off |
| 1981           | ... | ... | Nove gironi, con tre gruppi di play-off |
| 1982           | ... | ... | Nove gironi, con tre gruppi di play-off |
| 1983           | ... | ... | Nove gironi, con tre gruppi di play-off |
| 1984           | ... | ... | Nove gironi, con tre gruppi di play-off |
| 1985           | ... | ... | Nove gironi, con tre gruppi di play-off |
| 1986           | ... | ... | Nove gironi, con tre gruppi di play-off |
| 1987           | ... | ... | Nove gironi, con tre gruppi di play-off |
| 1988           | ... | ... | Nove gironi, con tre gruppi di play-off |
| 1989           | ... | ... | Nove gironi, con tre gruppi di play-off |
| Anno           | Vincitore | Altre Squadre Promosse | Note |
| 1990           | Bukovyna Černivci Uralmaš Neftyanik Fergana                                                                       | Bukovyna Černivci Daugava Rīga Uralmaš Tekstil'ščik Kamyšin Neftyanik Fergana Novbahor Namangan                                                    | Tre gironi, due promozioni per girone |
| 1991           | Karpaty Asmaral Okean                                                                                             | [ 5 ] | Tre gironi |